# Cash Money Records
Cash Money Records — американський лейбл звукозапису, заснований братами Браяном «Birdman» Вільямсом і Рональдом «Slim» Вільямсом у 1991 році. Сьогодні він працює як дочірня компанія Universal Music Group та поширюється через Republic Records. Поточні генеральні директори Браян «Birdman» Вільямс, Рональд «Slim» Вільямс і Девід Вестон. Лейбл був домом для списку виконавців переважно хіп-хопу, таких як Juvenile, B.G., Mannie Fresh, Lil Wayne, Drake та Nicki Minaj, і вважається одним із найуспішніших в історії хіп-хопу.

## Історія

### Становлення
Перші кілька років (1992—1997), видавав альбоми безлічі виконавців, продажі яких досягали сотень тисяч альбомів, але не випускали хітів, які б потрапляли в чарти Billboard. Деякі з релізів лейбла отримували регіональні успіхи у Новому Орлеані та Луїзіані, але лейбл був мало відомий на реп-сцені. З'являлися нові гурти, артисти: UNLV (Uptown Niggas Living Violently), Kilo G, Lil Slim, та PxMxWx. У 1995 році на лейбл прийняли нових реперів: B.G., Young Buck та Lil Wayne, що було новою хвилею цікавих виконавців лейблу. У 1997 році B.G. і Lil Wayne створюють гурт Hot Boys разом з Juvenile (який вже став успішним перед Cash Money) та Turk. Трохи пізніше ці артисти стали одними з найвідоміших виконавців лейблу.

### Угода з Universal Records
Великий успіх прийшов до Cash Money у 1997 році, коли Hot Boys та інші привернули увагу керівників Universal Records. 1998 року Cash Money підписали контракт на 30 млн доларів, що дає право лейблу отримувати до 85 % своїх гонорарів, 50 % доходів від видавничої діяльності та власності всіх артистів. Після операції Cash Money почав сходження на олімп реп-сцени. З випуском у 1998 році альбому Juvenile 400 Degreez, який став чотири рази платиновим, Cash Money виступав як потужний лейбл на хіп-хоп сцені. Пізніше у 1999 році альбоми Hot Boys Guerrilla Warfare, Chopper City in the Ghetto B.G., та Tha Block Is Hot Ліл Уейна також досягли великого успіх у чартах та сприяли репутації лейбла. Ці альбоми містять багато хітів, таких як «Back That Azz Up» Juvenile (#19 на Billboard Hot 100), «Bling Bling» B.G. (#36), і «I Need a Hot Girl» Hot Boys (#65). Всі альбоми та сингли Cash Money у цей період були виключно спродюсовані Mannie Fresh.

### Подальший успіх
Успіх лейбла продовжується і зараз. У період між 2001 та 2003 роках, лейблом було продано 7 мільйонів альбомів. Пісня Big Tymers «Still Fly» була номінована на дві премії «Греммі». Однак, B.G. і Juvenile пізніше залишили лейбл у 2002 році, звинувачуючи Cash Money у фінансових махінаціях. У квітні 2003 року Juvenile повернувся на лейбл, як повідомлялося, за виплату йому 4 млн доларів, і у свою чергу, він підписав права на Juve The Great, альбом, який буде проданий тиражем більше мільйона екземплярів і міститиме хіт номер один у Billboard Hot 100 «Slow Motion». Cash Money також підписали угоду з низкою інших виконавців, зокрема Sean John та Jacob the Jeweler. У 2007 році колишній член групи Hot Boys Lil Wayne був призначений президентом компанії Cash Money Records та головним виконавчим директором Young Money Entertainment, даючи реперу повний творчий контроль над усіма релізами. У тому ж році, Lil Wayne пішов з посади президента Cash Money, щоб зосередитись на своїй сольній кар'єрі, особливо на альбомі Tha Carter III In 2008, Lil Wayne re-signed with Cash Money, ensuring that his next few albums will be produced by the label.. У 2008 році Lil Wayne повторно підписав контракт із Cash Money, гарантуючи, що його найближчі кілька альбомів будуть випускатися на цьому лейблі.
У вересні 2008 року лейбл випускає дебютний сингл від рокера Кевіна Рудольфа «Let It Rock» за участю власника лейблу Lil Wayne. 15 жовтня 2008 року на MOBO Awards, британський R&B-співак Jay Sean оголосив про підписання договору з Cash Money Records. На початку 2009 року колишній артист Roc-A-Fella Records Freeway та 2 Pistols підписали контракт із лейблом. 16 серпня 2009 року Bow Wow оголосив, що він підписав контракт із Cash Money Records. Популярність Cash Money Records зросла після підписання контракту з Нікі Мінаж і канадським репером Дрейком.
5 серпня 2010 року дуо продюсерів Cool & Dre підписали контракт із Cash Money Records і повідомили про це через Twitter. Вони є другими хіт-мейкерами Cash Money після Mannie Fresh. 19 серпня 2010 року Birdman підписав DJ Khaled на лейбл, який є другим артистом на лейблі, який є диск-жокеєм.
У 2011 році Cash Money Records, разом з Lil Wayne, Universal Music Group і Young Money Entertainment, було пред'явлено позов на 15 млн доларів від Done Deal Enterprises, які стверджують, що пісня Lil Wayne «Bedrock» була у них викрадена. Однак позови не зупинили подальшого успіху Cash Money. 24 лютого 2012 року, Cash Money Records підписав контракт з ню-метал групою Limp Bizkit. Вейн сказав, що того ж дня, вони були близькі до підписання Ашанті.

### Конфлікт Lil Wayne з Birdman
4 грудня 2014 року, лише за п'ять днів до виходу Tha Carter V, Вейн зробив заяву, в якій говориться, що альбом не буде випущено в очікувану дату релізу через його невдоволення тим, що Birdman відмовився випустити альбом, хоча це було узгоджено. Уейн також висловив своє невдоволення, заявивши, що відчуває, що він і його творчі партнери перебувають у «в'язниці». Ліл Вейн подав позов. 20 січня 2015 року Вейн самостійно випустив Sorry 4 the Wait 2, сиквел свого мікстейпу 2011 року, щоб компенсувати триваючу затримку Tha Carter V. Після випуску Sorry for the Wait 2 було зазначено, що Вейн кілька разів критикує Birdman і Cash Money Records. Повідомляється, що Бердмен був засмучений цим. Наприкінці січня 2015 року Lil Wayne подав позов на 51 мільйон доларів проти Birdman і Cash Money через затримку Tha Carter V.
12 квітня 2017 року Birdman отримав меморіальну дошку на честь Cash Money Records, який продав один мільярд екземплярів. 13 вересня 2018 року було оголошено, що Young Money більше не є спільним підприємством з Cash Money. Право власності на відбиток було повністю передано Lil Wayne у рамках юридичної угоди з Birdman, яку було завершено.

## Артисти

### Поточні
| Артист                 | Рік підписання (станом на 2018) | Випущено альбомів на лейблі |
| ---------------------- | ------------------------------- | --------------------------- |
| Birdman                | Співзасновник                   | 6                           |
| Рональд «Slim» Вільямс | Співзасновник                   | 3                           |
| Euro                   | 2013                            | 1                           |
| Caskey                 | 2013                            | 3                           |
| Jacquees               | 2014                            | 6                           |
| Juvenile               | 2014 (повторно)                 | 5                           |
| Turk                   | 2015 (повторно)                 | 1                           |
| Neno Calvin            | 2015                            | –                           |
| Derez De'Shon          | 2016                            | 3                           |
| Elettra Lamborghini    | 2017                            | 1                           |
| 9lokkNine              | 2018                            | 1                           |
| Saviii 3rd             | 2018                            | —                           |
| Blueface               | 2018                            | 1                           |
| B.G.                   | 2023 (повторно)                 | 6                           |